# Rüdiger Wittig
Rüdiger Wittig (Herne, Alemania, 17 de octubre de 1946) es un profesor de geobotánica y ecología en la Universidad Johann Wolfgang Goethe de Fráncfort.

## Carrera
De 1968 a 1973, estudia Biología y Química en la Universidad de Wilhelms Westphalia en Münster y pasa los exámenes, siguiendo estudios de doctorado de 1973 a 1976. Hasta completar su calificación postdoctoral en 1980, fue asociado de investigación en dicha Universidad. De 1980 a 1988, Wittig fue profesor de Botánica en la Universidad Heinrich Heine de Düsseldorf y catedrático del Departamento de Geobotánica en el Instituto de Fisiología Vegetal. Desde 1989, es profesor de Ecología y Geobotánica en la "Universidad Johannes Wolfgang Goethe de Frankfort.

## Honores
En 2002, una especie de frutilla fue nombrada en su honor Rubus wittigianus

## Algunas publicaciones
Ha publicado más de 250 libros y Arts.:
- R. Wittig. Ökologie der Großstadtflora. G. Fischer, Stuttgart/Jena 1991, 261 S. ISBN 3-437-20460-2
- Herbert Sukopp & R. Wittig (Hrsg.). Stadtökologie. G. Fischer, Stuttgart 1993, 402 S. ISBN 3-437-26000-6
- R. Wittig. Siedlungsvegetation. Ulmer, Stuttgart 2002, 252 S. ISBN 3-8001-3693-7
- R. Wittig & Bruno Streit (Hrsg.). Ökologie.- UTB basics, Verlag Eugen Ulmer, Stuttgart 2004, 303 S. ISBN 3-8252-2542-9